# Myself ; Yourself
Myself ; Yourself (マイセルフ；ユアセルフ Maiserufu ; Yuaserufu?) es una novela visual japonesa desarrollada por Yeti, lanzada el 20 de diciembre de 2007 para la consola PlayStation 2. Myself ; Yourself es el segundo juego original publicado por Regista, siendo I/O el primero. Takumi Nakazawa, el escritor de escenario principal de la serie Infinite (Ever17, Remember11), es el escritor principal de Myself ; Yourself. El diseño de personajes para el juego es proporcionado por Mutsumi Sasaki, quien también hizo el diseño original de Memories Off, Happy Lesson y Futakoi. Antes del lanzamiento del juego, una novela ligera basada en la historia, escrita por Takumi Nakazawa e ilustrada por Wadapen, fue serializada en la revista bishoujo japonesa Dengeki G's Magazine, entre marzo y noviembre de 2007, publicada por MediaWorks. Una adaptación anime comenzó a transmitirse en Japón el 3 de octubre de 2007 en la red de televisión TV Kanagawa, que contiene trece episodios. Una secuela spin-off de la novela visual para la PlayStation 2 está siendo desarrollada por el personal mencionado arriba, titulada Myself ; Yourself: Sorezore no Finale, cuyo lanzamiento está planeado para la primavera de 2009.

## Argumento
La historia de Myself ; Yourself está ubicada en 2007 en la ciudad ficticia de Sakuranomori (桜乃杜?) en la prefectura W la cual es después llamada como Prefectura de Wakayama, Japón. La ciudad esta en una tranquila zona rural en el extremo sur de la prefectura y de las fronteras del Océano Pacífico. Sakuranomori es la ciudad natal de Sana Hidaka, un estudiante de instituto de 16 años de edad que creció con sus amigos de la infancia: Nanaka Yatsushiro, Aoi Oribe, su mejor amigo Syusuke Wakatsuki y su hermana gemela Syuri Wakatsuki. Sana dejó Sakuranomori cuando tenía once años, pero vuelve cinco años después a vivir solo en un edificio de apartamentos que la familia Aoi administra. Sana pronto descubre que, si bien algunas cosas han permanecido igual, hay otras tantas que han cambiado, como que la adorable Nanaka se ha hecho más fría por razones que el desconoce o la situación familiar de Syuusuke y Syuri.
Sana tendrá que entender que aunque haya regresado, no todos buscaran que vuelva su felicidad.

## Personajes

### Protagonistas
Sana Hidaka (日高 佐菜 Hidaka Sana?, nacimiento: 13 de octubre de 1991)
Seiyū: Shinnosuke Tachibana (normal), Madoka Kimura (infancia)
Sana es el protagonista principal de la serie. Dejó Sakuranomori durante su infancia, y al comienzo de la serie vuelve a vivir él solo en el edificio de apartamentos que es propiedad de los padres de Aoi. Al parecer estuvo enamorado de Nanaka desde antes de haberse ido y todavía tiene esos sentimientos hacia ella. Solía tocar el piano pero se le olvidaron todas las canciones excepto la canción que Nanaka escribió para él, de la cual dice que es muy importante para él. Tiene miedo a la sangre, pues trató de suicidarse debido al constante acoso cuando estaba en la secundaria.
Syusuke Wakatsuki (若月 修輔 Wakatsuki Shūsuke?, nacimiento: 23 de marzo de 1992)
Seiyū: Takehito Koyasu (normal), Yūko Sanpei (infancia)
Syusuke es uno de los cuatro amigos de la infancia que Sana dejó cuando se mudó, y sigue siendo uno de sus nuevos amigos cuando él volvió. Es el mejor amigo de Sana y el único varón en grupo de los cinco, aparte del mismo Sana. Entre él y su hermana Syuri es el gemelo más joven. Yuzuki se refiere a él como el gemelo Wakatsuki que tiene mejor suerte.

### Chicas
Nanaka Yatsushiro (八代 菜々香 Yatsushiro Nanaka?, nacimiento: 29 de julio de 1991)
Seiyū: Ami KoshimizuSIGNO: Leo.
Nanaka es una de los amigas de Sana, y parecía haber tenido sentimientos hacia Sana. Cuando Sana regresa a la ciudad cinco años después, su personalidad ha cambiado completamente de dulce y cariñosa a una conducta fría y temperamental. Cuando se ve por primera vez con Sana después de él haber regresado, le da una bofetada al parecer porque Sana no recordó quién era ella. Todavía parece tener sentimientos hacia Sana, ya que se pone celosa cuando él está con otra chica (en especial con Asami).
Poco después de que Sana se había ido de Sakuranomori, Nanaka fue víctima de un posible incendio provocado en el cual perecieron sus dos padres. Logró escapar del fuego con su violín y el brazalete de sakuras que Sana le había dado. Dado que ella no supo dar razón del incendio debido a que no podía recordar los eventos ocurridos antes de este, fue señalada como principal sospechosa del caso, provocando su actual conducta de frialdad. Después del incendio, sus tíos la tomaron en custodia y se aseguran de que ella no recuerde aquel evento tan doloroso. Pero la verdad, quien fue el que provocó el incendio fue el padre de ella, por un ataque de celos porque descubrió que Nanaka no era su hija biológica y la madre de Nanaka estaba embarazada antes de casarse con su supuesto padre. Recordar ese hecho provocó que intentara suicidarse, pero Sana le cuenta su experiencia similar y se arrepiente de haberlo hecho.
Aoi Oribe (織部 麻緒衣 Oribe Aoi?, nacimiento: 28 de agosto de 1990)
Seiyū: Tomoko Kaneda Signo:Virgo.
Aoi no es prima de Sana, a pesar de que Sana se refiere a la madre de ella como su tía. Sus padres son dueños del edificio de apartamentos en el que vive Sana. Prefiere la llamen Aoi-chan en lugar de Aoi-san, aunque ella es un año mayor que Sana. Lleva gafas y tiene pechos grandes. Le encanta leer libros y es muy enérgica y torpe. Tiene un tono de voz muy agudo y su carácter es un poco infantil. Pero más allá de eso, Aoi tiene una personalidad muy cuidadosa, y nunca deja de ayudar a un amigo en necesidad.
Syuri Wakatsuki (若月 朱里 Wakatsuki Shūri?, nacimiento: 23 de marzo de 1992)
Seiyū: Yukari Tamura
Syuri es una de las mejores amigas de Sana desde la infancia, y de entre ella y su hermano Syusuke Wakatsuki fue la que nació primero. Yuzuki se refiere a ella como la gemela Wakatsuki con menos suerte. Puede ser vista como la más atlética de todas las chicas del grupo, aunque es un poco carente en cuanto a su figura. Syuri ha sido una amiga de la que Sana ha recibido gran apoyo, y no ha tenido problema en entenderse con él incluso después de su prolongada ausencia. También fue la primera en ofrecerse como voluntaria en el hogar de ancianos antes de que ella invitara a Asami.  
Hinako Mochida (持田 雛子 Mochida Hinako?, nacimiento: 5 de agosto de 1997)
Seiyū: Ayumi Murata (Niina Ayano en Sorezore no Finale) Signo: Leo.
Hinako tiene diez años de edad al principio, pero después cumple once en el transcurso de la historia. Es una típica tsundere. Está enamorada de Syusuke a partir del momento en que la salvó de tres matones que tomaron su bolso y no se lo querían devolver. Aparentemente quiere aprender a ser la chica que le guste a Syosuke, y le pide ayuda a Aoi y a Sana. Hinako tiene una personalidad comparable a la de Aoi, sin embargo en quinto grado de primaria y se comporta de manera infantil como cualquiera de su edad, aunque a veces quiera aparentar lo contrario.
Yuzuki Fujimura (藤村 柚希 Fujimura Yuzuki?, nacimiento: 26 de diciembre de 1982)
Seiyū: Megumi Toyoguchi Signo: Capricornio.
Yuzuki tiene veinticinco años y es profesora del salon de clases de Sana; Syusuke, Nanaka y Syuri también están en la misma clase. Siempre que sus alumnos hacen un buen trabajo en la escuela, tales como el aseo del salón o traerle sus cosas a su oficina, Yuzuki les da un dulce de caramelo como premio, y aunque ella dice que lo mantenga en secreto, todo el mundo ya sabe que hace eso. Hace muchos años cuando estaba en secundaria, conoció a un niño en el parque y le dio uno de esos dulces de caramelo por haber intentado arduamente darle la vuelta una barra de metal (ese niño resultó ser Sana en el transcurso del anime); esto fue lo que la impulsó a decidir dar a otros. 
Asami Hoshino (星野 あさみ Hoshino Asami?, nacimiento: 28 de octubre de 1991)
Seiyū: Mai Nakahara Signo: Escorpio.
Asami es amiga de Sana y está en segundo año de preparatoria. Asami parece tener una personalidad muy suave, e incluso está como voluntaria en un hogar de ancianos. Sin embargo, en realidad tiene una personalidad muy vengativa y arremeterá contra quien que la lastime.

## Media

### Novela ligera
Una novela ligera de seis capítulos bajo el título Myself ; Yourself Sorezore Overture (Myself ; Yourself それぞれのOverture?), basada en el Anime, empezó su distribución en la revista bishōjo japonesa Dengeki G's Magazine el 30 de marzo de 2007 y continuó hasta el 30 de noviembre del mismo año. La novela está escrita a forma de prólogo del juego hecho por Takumi Nakazawa (quien también escribió para Ever17 y Memories Off 2nd) e ilustrado por Wadapen. Cada capítulo se centra en una de las seis heroínas; los capítulos del 1 al 6 se distribuyen de la siguiente manera: Nanaka, Aoi, Syuri, Yuzuki, Hinako, y Asami. 
Capítulos
1. "Siete niños: la historia de Nanaka" (七つの子 Nanatsu no Ko?), publicado el 30 de marzo de 2007.
2. "La niña perdida Aoi-san: la historia de Aoi" (まいごのあおいさん Maigo no Aoi-san?), publicado el 30 de abril de 2007.
3. "Él y yo, mi amigo: la historia de Syuri" (私とあいつと、私の仲間 Watashi to Aitsu to, Watashi no Nakama?), publicado el 30 de junio de 2007.
4. "Encuentro cercano: la historia de Yuzuki", publicado el 30 de agosto de 2007.
5. "Un pequeño y largo primer paso: la historia de Hinako" (小さくて、大きな第一歩 Chiisakute, Ōkina Daiippo?), publicado el 30 de septiembre de 2007.
6. "¿Qué cosa fue lo que perdiste?: la historia de Asami" (なくした もの は、なんですか? Nakushita Mono wa, Nan desu ka??), publicado el 30 de noviembre de 2007.

### Anime
Una adaptación a serie de Anime de trece episodios salió al aire en Japón entre el 3 de octubre de 2007 y el 26 de diciembre de 2007 en TV Kanagawa Television Network. La serie fue dirigida por Yasuhiro Kuroda y producida por el estudio de animación Dogakobo a través del comité de producción de Myself ; Yourself, compuesto por Happinet Pictures,  Marvelous Entertainment, The 5pb and Pony Canyon Enterprises. Han sido lanzadas siete compilaciones en DVD, las primeras seis que contienen dos episodios del anime, y la última que contiene el episodio final; los DVD son distribuidos por Happinet Pictures. 

### Novela visual
La novela visual Myself ; Yourself, desarrollada por Yeti, fue lanzada el 20 de diciembre de 2007 para la consola PlayStation 2. El juego fue publicado por Regista, que inicialmente realizaba versiones para todas las edades de juegos para adultos que son desarrollados por otras compañías, pero que en 2006 desarrolló y publicó su primer juego original llamado I/O. Con Myself ; Yourself ha sido la segunda vez que Regista ha publicado un juego original. El diseño de personajes para el juego fue hecho por Mutsumi Sasaki, quien también ha hecho diseños de personajes para Memories Off, Chaos;Head, Happy Lesson y Futakoi. A diferencia de muchas novelas visuales, Myself ; Yourself tiene dos protagonistas masculinos. 
Una secuela spin-off a la novela visual llamada Myself ; Yourself: Sorezore no Finale (Myself ; Yourself それぞれのfinale?) fue desarrollada por el equipo de producción del primer juego y planea ser lanzada para primavera del 2009. El juego muestra cuatro nuevos escenarios, Nanaka y Asami tienen escenarios separados, y hay dos escenarios de duelo con Syuri y Aoi en uno, y Hinako y Yuzuki en el otro. Varios personajes nuevos son también presentados.

## Música
Opening"Tears Infection" de Kaori
Ending"Kimi to Yozora to Sakamichi to"|キミと夜空と坂道と de Kanako Itō
los sencillos de ambas canciones fueron lanzados el 24 de octubre de 2007. 
Opening novela visual
1. "Day-break" de Kaori
2. "ivy" de Kanako Itō

"Day-break" fue lanzado en el mismo álbum de sencillos de "Tears Infection" e "ivy" fue lanzado en el mismo álbum de "Kimi to Yozora to Sakamichi to" como pistas de "lado B". 
Ending novela visual
1. "Another World" de Ami Koshimizu
2. "Myself ; Yourself" de Ami Koshimizu
3. "Aoitori"|青い鳥" de Tomoko Kaneda
4. "Never leave me alone" de Yukari Tamura
5. "Hajimete no Kiss? (#^.^#)"|はじめてのKiss?(#^.^#) de Ayumi Murata
6. "Mirai Kansoku"|未来観測 de Megumi Toyoguchi
7. "Haru no Kiss"|春のKISS de Mai Nakahara

Cada uno de los temas de cierre es además cantado por las actrices de voz de las seis heroínas de la serie. Estos temas fueron lanzados como álbumes de canciones de personaje: los volúmenes del 1 al 3 fueron lanzados el 21 de noviembre de 2007, con los temas "Another World", "Hajimete no Kiss? (#^.^#)" y "Haru no Kiss" respectivamente. El segundo lote, volúmenes del 4 al 6, fueron lanzados el 7 de diciembre de 2007 con los temas "Never leave me home", "Aoitori" y "Mirai Kansoku" respectivamente. La banda sonora original del juego fue lanzada con la versión de edición limitada del juego el 20 de diciembre de 2007; la banda sonora fue usada también para la versión anime.